# Monica Bleibtreu
Monica Bleibtreu (Viena, 4 de mayo de 1944 - Hamburgo, 14 de mayo de 2009) fue una actriz, maestra de teatro y guionista austriaca, ganadora de los premios Adolf Grimme y Romy (equivalentes al Emmy en la televisión alemana y austriaca, respectivamente).
Hija de un director teatral y nieta de Hedwig Bleibtreu (1868-1958) estudió en la escuela Max Reinhardt vienesa y fue profesora de actuación en la Escuela de Música y Actuación de Hamburgo entre 1993-98.
Debutó en cine en 1972 en Ludwig Requiem for a King, participó en más de cien películas y series de televisión alemanas.
Se la recuerda por su actuación en Corre, Lola, corre, como la esposa de Thomas Mann en la serie televisiva Los Mann, novela del siglo, interpretando a Hildegard Knef en la biografía Knef , como la actriz Helene Weigel en Bertolt Brecht, el último verano y en la película Cuatro minutos del 2005.
Su última película fue Ein starker Abgang (con Bruno Ganz) y El último viaje de María, premiada profusamente.
De destacada trayectoria teatral, trabajó en el Burgtheater de Viena, el teatro de cámara de Múnich y el Schiller Theater de Berlín.
Madre del actor Moritz Bleibtreu, su pareja fue el actor Hans Brenner (1938-1998).
Fue protagonista de Mein Leben, un documental acerca de su vida, dirigido por Ulrike Bremer.
Murió de cáncer de pulmón.

## Filmografía
- 2000: Marlene
- 2006: Vier Minuten (Cuatro minutos)
- 2009: Tannöd
- 2009: Soul Kitchen